# Shara Venegas
Shara Venegas, född 18 september 1992 i Toa Baja, Puerto Rico, USA, är en volleybollspelare (libero). 
Med Puerto Ricos landslag har hon deltagit i både VM och OS. Hon har spelat med klubbar i Puerto Rico, Brasilien, Ukraina och USA.